# Трећа ноћ
„Трећа ноћ” је завршна књига обимног романа Бајка над бајкама, оригинално објављеног у виду трилогије, коју је према мотивима бајки и песама уз које су одрастале генерације написао Ненад Гајић. Овај писац  је и аутор Словенске митологије (2011), најтиражније књиге енциклопедијског типа на српском језику која је објављена пре ове трилогије, а настала током истраживања за њу.
У целој трилогији користе се мотиви народне епике, песама и прича. Ипак, за разлику од претходне књиге, већина читалачке публике се, у коментарима на сајту издавача (видети прву референцу) и на друштвеним мрежама и осталим сајтовима за рецензије, слаже да је то овога пута урађено с правом мером, а завршница трилогије се углавном велича као најбоља књига серијала.
Књига трећа, Трећа ноћ, подељена је у два дела са насловима који су сасвим у складу са радњом књиге (део први: Доле у мрак, део други: На крају тунела). Испред сваког дела књиге, за разлику од претходних наставака, уместо комплетних црно-белих илустрација стоје симболи који указују на силазак у доњи свет (први део), док друга апстракција симболизује повратак или крај и усред њега бесконачност, тј. трајну промену младе јунакиње. Испред сваког поглавља је и даље мања илустрација у виду скице – цртежа графитном оловком, док је специфичност завршне књиге трилогије и једна илустрација важног артефакта усред књиге, усред поглавља.
Трећа ноћ од изласка привлачи велику пажњу, као и цео серијал: до сада има два издања штампана у тиражима знатно већим од стандарда за епску фантастику, а изашла је и као део обједињеног романа Бајка над бајкама, комплетног издања трилогије са мапом у боји, уз тврде корице и штампу ћирилицом (појединачне књиге штампане су латиницом и имају меке корице; постоји заштитна украсна кутија за латинични серијал која иде уз комплет од три књиге).
За ову књигу постоји и филмска презентација (видео-трејлер – погледати овде).

## Радња
Како издавач поручује на полеђини књиге, у питању је дело према мотивима бајки и песама на којима су одрастале генерације. Радња прати даљу судбину малобројних преосталих ликова необичне дружине из прве и друге књиге, Сенка у тами и Два цара.
Та мала дружина преживелих, окупљена чудним силама, налази се пред кобном мисијом: морају да сиђу у доњи свет, злогласну Мрачну земљу, у царство мртвих људима ненамењено, како би у лавиринту вечно тамних пећина пронашли нешто скривено: древно онострано оружје, једино које након уништења овостраног још може наудити немани (али), но скривено дубоко у утробу земље да остане недоступно свима, па и бесмртној бештији. То оружје и његов носилац би, можда, могли спасти свет од пробуђене страхоте из дубине времена. 
Током читања се јављају и нека морална питања која нису једноставно црна или бела, слично питању при крају прве књиге серијала (Сенка у тами): може ли се победити и у свеопштем поразу, може ли цена победе бити превисока? Одговори на та питања остају за читаоце ове завршне књиге трилогије.